# 실풀가사리과
실풀가사리과 또는 실풀과(Gloiosiphoniaceae)는 진정홍조강 돌가사리목에 속하는 홍조류과의 하나이다. 7속 9종으로 이루어져 있다. 분홍염주마디풀 (Gloeophycus koreanus)과 실풀가사리(Gloiosiphonia capillaris) 등을 포함하고 있다.

## 하위 속
- Capillaria
  - Capillaria caespitosa
- 흐늘열매풀속 (Gloeophycus)
  - 분홍염주마디풀 (Gloeophycus koreanus) - 이명 Gloeophycus koreanum
- Gloiosiphonia
  - Gloiosiphonia californica
  - 실풀가사리(Gloiosiphonia capillaris)
  - Gloiosiphonia verticillaris
- Peleophycus
  - Peleophycus multiprocarpius
- Plagiospora
  - Plagiospora gracilis
- Rhododiscus
  - Rhododiscus carmelita
- Thuretella
  - Thuretella schousboei